# Tonyina del sud

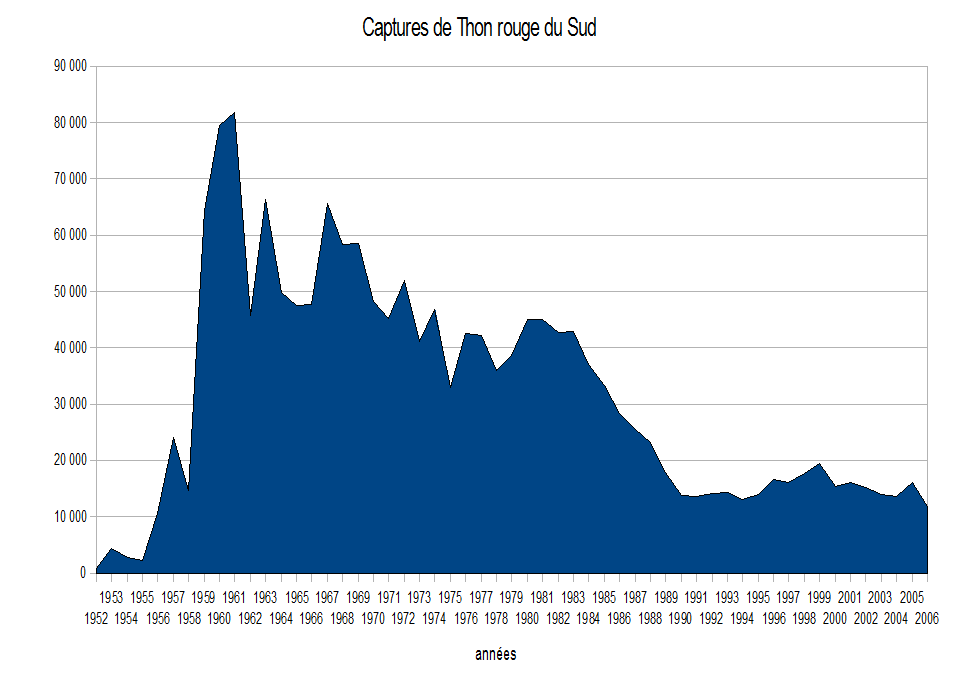
Gràfica mostrant el volum total de captures d'aquesta espècie al llarg dels darrers anys.

La tonyina del sud (Thunnus maccoyii) és una espècie de peix de la família dels escòmbrids i de l'ordre dels perciformes que es troba a l'Atlàntic, a l'Índic i al Pacífic.

## Morfologia
Els mascles poden assolir els 245 cm de longitud total i els 260 kg de pes.